# Jean Cartier (acteur)
Pour les articles homonymes, voir Jean Cartier et Cartier.
Jean Cartier, né Atanas Mironescu en Roumanie le 24 mars 1911 et mort à Buenos Aires en Argentine en 1976, est un designer, acteur, costumier, musicien, chanteur, scénariste, animateur, librettiste et réalisateur de télévision argentin nationalisé bulgare. Considéré comme l'un des pionniers de la télévision argentine. Sept jours après le début des émissions télévisées en Argentine, il animé, produit et réalise cinq programmes.

## Biographie
Atanas Mironescu alias Jean Cartier est né en Roumanie, mais passé sa jeunesse en France, puis se rend en Argentine à la fin des années 40, pour fuir les nazis.
Il débute comme chansonnier à la confiserie Goyescas, dont le propriétaire lui fait comprendre la nécessité de changer son nom Atanas Mironescu, en plus commercial. Il prendra le pseudonyme de Jean Cartier et sera embauché à Radio Belgrano.
En Argentine, il fait une grande carrière dans le cinéma, et devient le pionnier des programmes de mode à la télévision. Il épouse María Fernanda Cartier qui décède en 1976.

## Filmographie

### Scénariste
- 1956 : Amor a primera vista

### Costumier
- 1961 : El rufián

### Producteur
- 1956-1986 : El arte de la elegancia

## Télévision
- 1958 : La revista de Jean Cartier
- 1955 : La troupe de la TV.
- 1955 : Cartier's Ravue.
- 1954-1974 : El arte de la elegancia
- 1953 : Cita con Jean Cartier
- 1951 : Complételo usted
- 1951 : Melody Bar